# Église Saint-Pierre de Xanton-Chassenon
L'église Saint-Pierre de Xanton-Chassenon se trouve en Vendée, sur la commune de Xanton-Chassenon.

## Histoire
L'église est inscrite au titre des monuments historiques en 1993

## Architecture
Le porche date de 1010.
L'ancien cellier est constitué de deux travées voûtées d'ogives du XIVe siècle.